# ピエディムレーラ
ピエディムレーラ（伊: Piedimulera）は、イタリア共和国ピエモンテ州ヴェルバーノ・クジオ・オッソラ県にある、人口約1,500人の基礎自治体（コムーネ）。

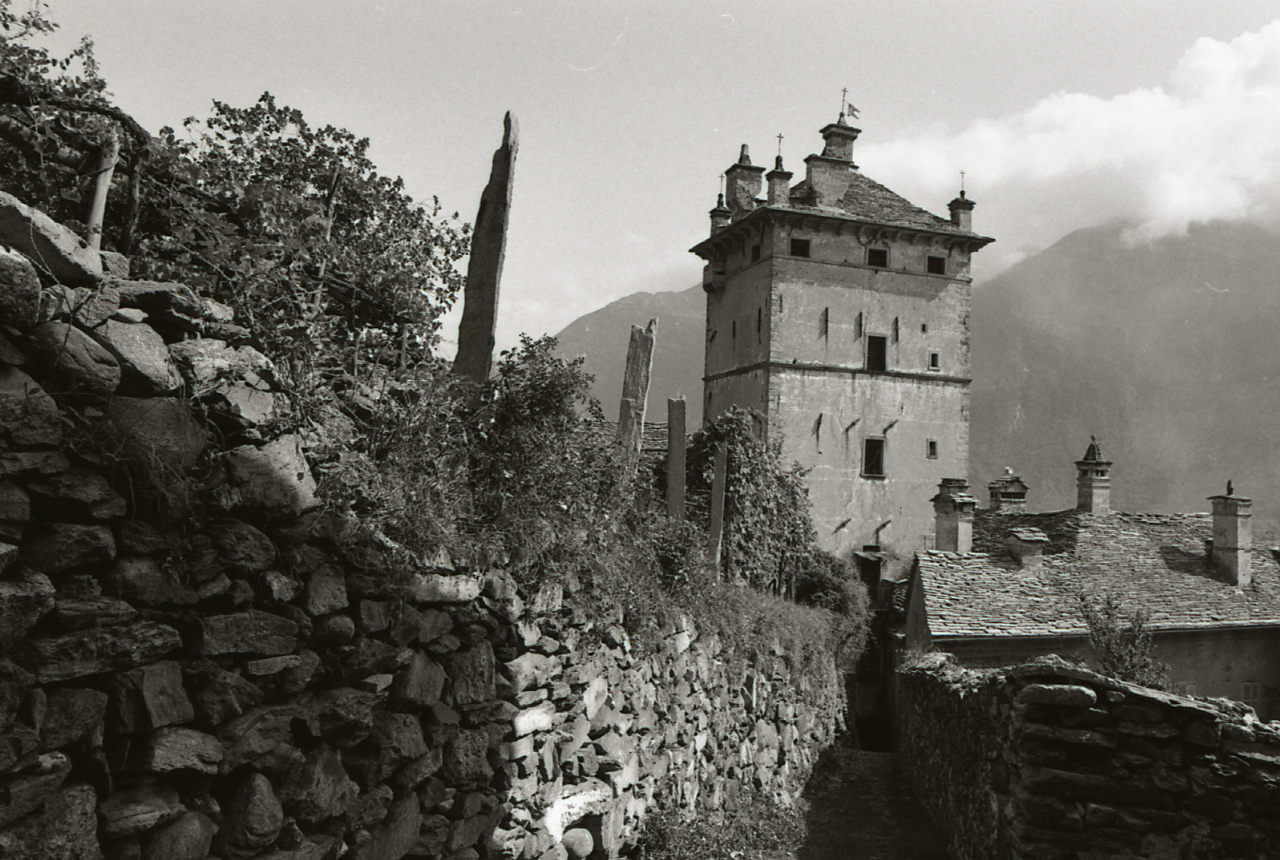
Piedimulera, 1982

## 地理

### 位置・広がり
| 隣接するコムーネは以下の通り。 - カラスカ＝カスティリオーネ - パッランツェーノ - ピエーヴェ・ヴェルゴンテ - ヴォゴーニャ |

## 行政

### 分離集落
ピエディムレーラには、以下の分離集落（フラツィオーネ）がある。
Aprì, Catarnallo, Cimamulera, Colletto, Crosa, Gozzi Sopra, Gozzi Sotto, La Piana, Madonna, Meggiana, Mezzamulera, Morlongo, Pairazzi, San Giuseppe